# Цегельня (Кротошинський повіт)
Цеґельня (пол. Cegielnia) — село в Польщі, у гміні Козьмін-Велькопольський Кротошинського повіту Великопольського воєводства.
Населення — 103 особи (2011).
У 1975-1998 роках село належало до Каліського воєводства.

## Демографія
Демографічна структура станом на 31 березня 2011 року:
|          | Загалом | Допрацездатний вік | Працездатний вік | Постпрацездатний вік |
| -------- | ------- | ------------------ | ---------------- | -------------------- |
| Чоловіки | 53      | 14                 | 29               | 10                   |
| Жінки    | 50      | 13                 | 22               | 15                   |
| Разом    | 103     | 27                 | 51               | 25                   |